# Ioan Nilca
Ioan Nilca (n. 15 aprilie 1886, Coroiu, județul Mureș – d. 1933, Bălăușeri) a fost un deputat în Marea Adunare Națională de la Alba Iulia, organismul legislativ reprezentativ al „tuturor românilor din Transilvania, Banat și Țara Ungurească”, cel care a adoptat hotărârea privind Unirea Transilvaniei cu România, la 1 decembrie 1918.

## Biografie
Ioan Nilca a fost agricultor, mobilizat în armata austro-ungară; membru în Garda Națională din Coroiu. A decedat la Bălăușeri, în 26 Ianuarie 1933 .